# 布隆 (上维埃纳省)
布隆（法語：Blond，法語發音：[blɔ̃] ⓘ）是法国新阿基坦大区上维埃纳省的一个市镇，属于贝拉克区。

## 地理
布隆（46°2'41"N, 1°1'5"E）面积64.69 平方千米，位于法国新阿基坦大区上维埃纳省，该省份为法国中西部省份，北起顺时针与安德尔省、克勒兹省、科雷兹省、多爾多涅省、夏朗德省和维埃纳省接壤。
与布隆接壤的市镇（或旧市镇、城区）包括：贝拉克、贝尔讷伊、锡约、瓦勒迪苏瓦尔、蒙特罗勒塞纳尔、莫特马尔、努伊克、佩拉德贝拉克、沃尔里。

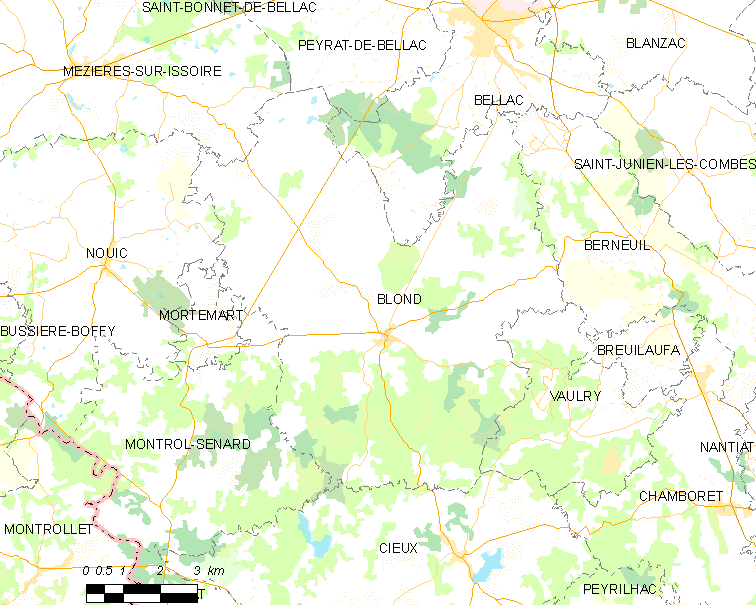
的OSM定位图

布隆的时区为UTC+01:00、UTC+02:00（夏令时）。

## 行政
布隆的邮政编码为87300，INSEE市镇编码为87018。

## 政治
布隆所属的省级选区为贝拉克县。

## 人口

1962-2008年间人口变化图示

布隆于2022年1月1日时的人口数量为690人。